# Catharsius kolbei
Catharsius kolbei là một loài bọ cánh cứng trong họ Bọ hung (Scarabaeidae).